# Джидинское сельское поселение
Се́льское поселе́ние «Джидинское» (бур. Зэдын hомон) — муниципальное образование в Джидинском районе Бурятии Российской Федерации.
Административный центр — село Джида.

## История
Статус и границы городского поселения «Посёлок Джида» установлены Законом Республики Бурятия от 31 декабря 2004 года № 985-III «Об установлении границ, образовании и наделении статусом муниципальных образований в Республике Бурятия».
6 декабря 2012 года городское поселение «Посёлок Джида» преобразовано в сельское поселение «Джидинское».

## Население
| 2010  | 2011  | 2012  | 2013  | 2014  | 2015  | 2016  |
| ----- | ----- | ----- | ----- | ----- | ----- | ----- |
| 5393  | ↘5037 | ↘3902 | ↘3380 | ↘3270 | ↘3266 | ↘3215 |
| 2017  | 2018  | 2019  | 2020  | 2021  | 2023  | 2024  |
| ↘3178 | ↘3146 | ↘3096 | ↘3065 | ↘1631 | ↘1553 | ↘1493 |

## Состав сельского поселения
| № | Населённый пункт | Тип населённого пункта       | Население |
| - | ---------------- | ---------------------------- | --------- |
| 1 | Джида            | село, административный центр | ↘1493     |